# WiiWare
WiiWare és una família de videojocs exclusius per Wii disponible únicament a través del Canal Tenda Wii. També estan disponibles per Wii U en lamode Wii.
Una vegada descarregat el joc o l'aplicació, aquest apareix en el menú de canals Wii o en el menú de la targeta SD, segons prefereixi l'usuari, tenint l'aspecte d'un nou canal. WiiWare és a més un complement del servei de descàrrega de la Consola Virtual, servei especialitzat en l'emulació de jocs originalment desenvolupats per a altres sistemes en comptes de títols originals del Canal Tenda Wii.
La plataforma WiiWare va ser pensada com una via per a desenvolupadors amb petits pressupostos a realitzar jocs innovadors, originals i a petita escala sense el cost i el risc de crear un títol que es vengui al detall (servei similar a Xbox Live Arcade i a PlayStation Store). Per a això el kit de desenvolupament no va ser pensat amb un cost major a uns 2000 dòlars aproximadament; a més, se segueix amb la política en la qual els desenvolupadors necessiten l'aprovació i llicència de Nintendo per publicar.
Igual que els jocs de la Consola Virtual, la majoria dels jocs de WiiWare oscil·len entre els 500 i 1500 Wii Points (les donem de jocs són gratuïtes i l'accés a elles no té límit de temps però @sí_ja és limitat). No obstant això, a diferència dels jocs de la Consola Virtual, els manuals són emmagatzemats al propi Canal Tenda Wii